# 타키투스의 예수

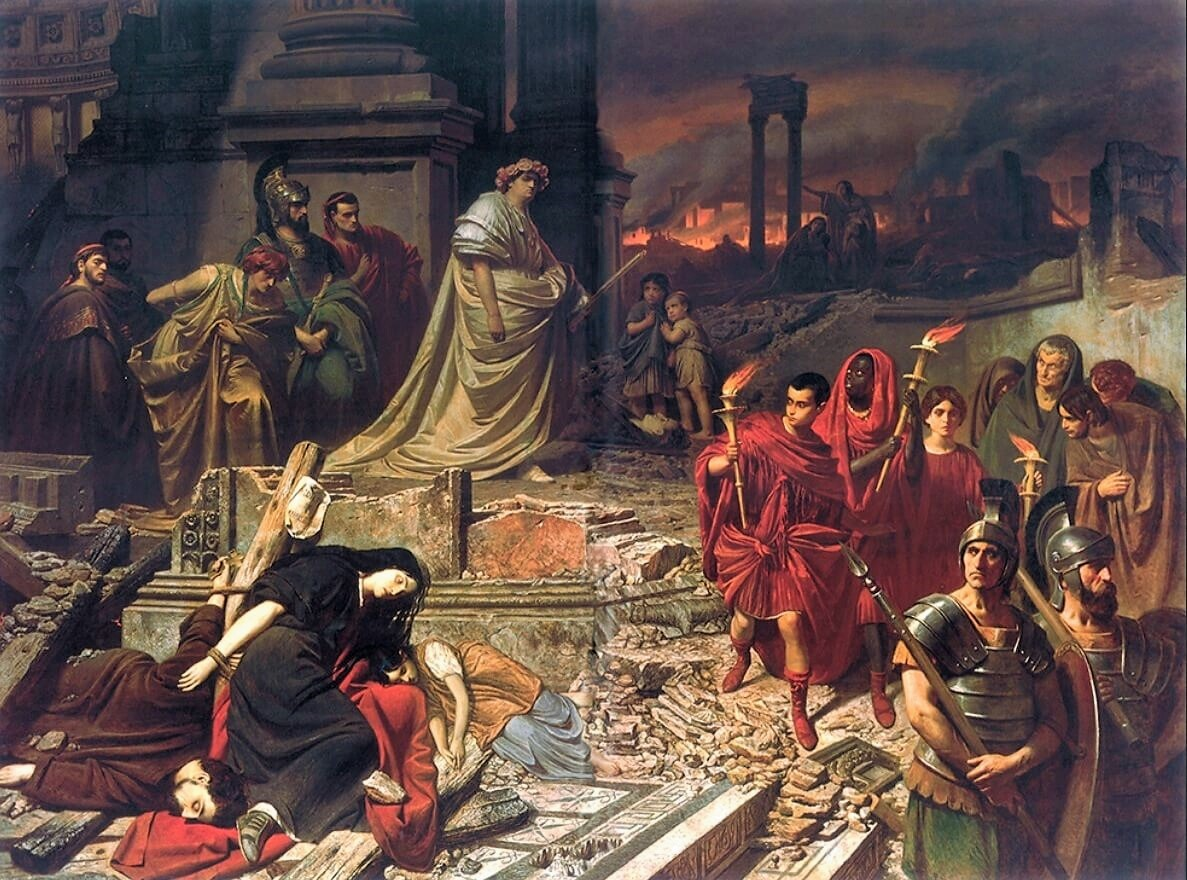
1861년, 칼 폰 필로티 작, 로마의 화재. 타키투스에 따르면, 네로는 화재에 대한 책임을 기독교인에게 넘겼다.

로마 역사가이자 원로원 의원 타키투스는 그의 마지막 저작인 편년사(116년경에 쓰였다.) 15권 44장에서 그리스도와 본디오 빌라도에 의한 그의 처형, 그리고 로마의 초기 기독교인들의 존재를 언급했다.
구절의 배경은 64년 로마 황제 네로의 치세 동안 도시의 많은 부분을 불태운 6일간의 로마 대화재이다. 구절은 기독교의 기원, 정경에서의 묘사된 그리스도의 처형, 1세기 로마 기독교인들의 존재와 박해에 대한 가장 이른 비기독교의 언급 중 하나이다.
학문적인 일치된 의견에서는 본디오 빌라도에 의한 예수의 처형에 대한 타키투스의 언급이 믿을 만할 뿐만 아니라, 독립적인 로마의 사료로서 역사적 가치가 있다고 보고 있다.

## 같이 보기
- 초기 기독교
- 예수의 역사성
- 요세푸스의 예수
- 마라 바르 세라피온의 예수
- 유대 (로마 속주)
- 수에토니우스의 기독교인
- 예수의 역사성의 원천

## 참고 도서
- Syme, Ronald (1958). 《Tacitus》. Oxford: Oxford University Press. ISBN 0-19-814327-3.
- Tacitus and the Writing of History by Ronald H. Martin 1981 ISBN 0-520-04427-4
- Tacitus' Annals by Ronald Mellor 2010 Oxford University Press, ISBN 0-19-515192-5